# 빈센트 월러

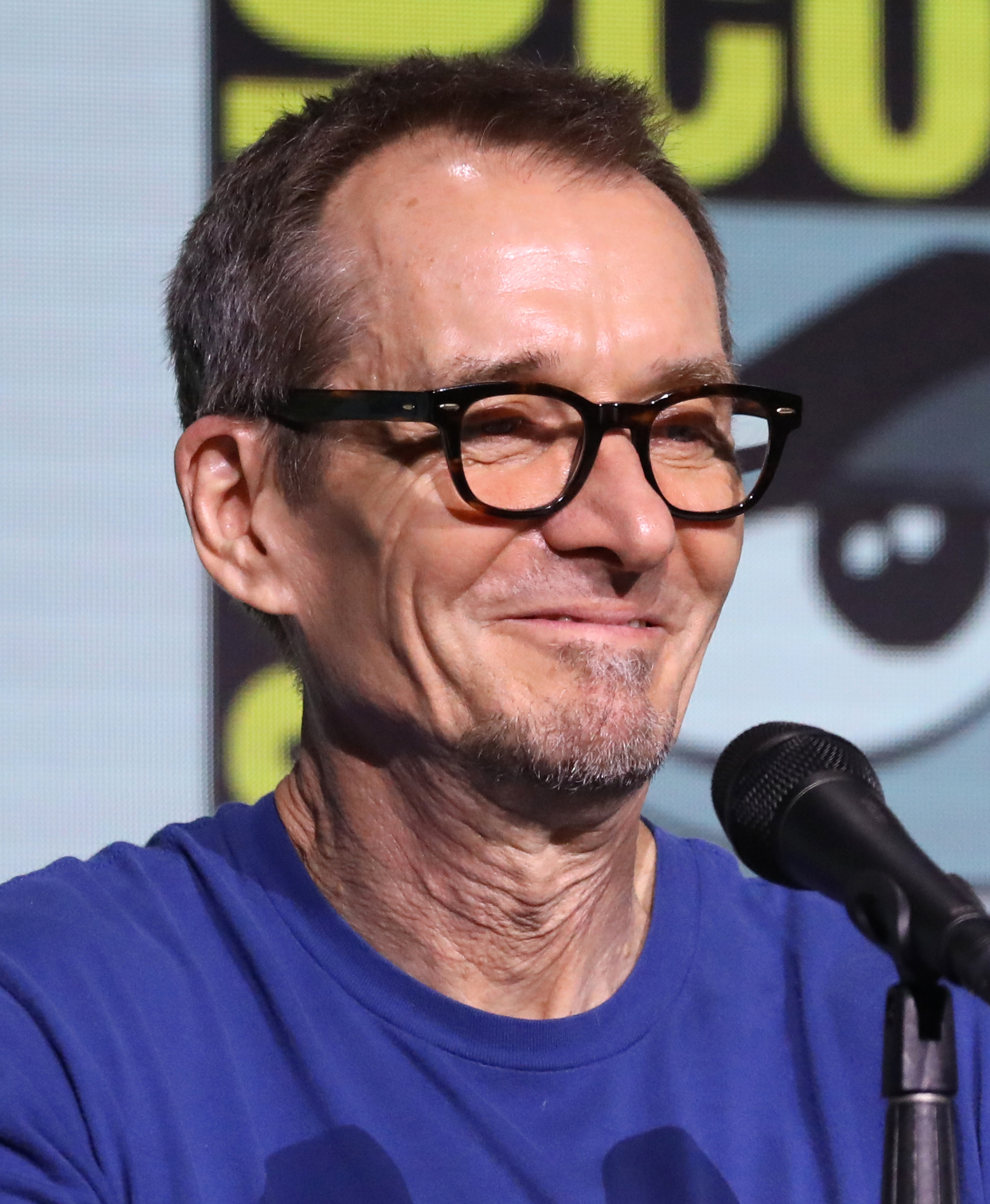
빈센트 월러

빈센트 폴 월러(영어: Vincent Paul Waller, 1960년 9월 30일 ~ )는 미국의 애니메이터, 스토리보드 아티스트, 작가, 그리고 기술 감독이다. 그는 여러 애니메이션 TV 프로그램과 영화에서 작업했으며, 그 중 가장 주목할 만한 작품은 '렌과 스팀피'와 '네모바지 스폰지밥'이다.